# Dysphania flavifrons
Dysphania flavifrons là một loài bướm đêm trong họ Geometridae.